# Maxera nigriceps
Maxera nigriceps är en fjärilsart som beskrevs av Walker 1858. Maxera nigriceps ingår i släktet Maxera och familjen nattflyn. Inga underarter finns listade i Catalogue of Life.